# 沃爾納特格羅夫 (亞利桑那州)
沃爾納特格羅夫（英語：Walnut Grove）是位於美國亞利桑那州亞瓦派縣的一個非建制地區。該地的面積和人口皆未知。

## 地理
沃爾納特格羅夫的座標為34°16′59″N 112°32′55″W / 34.28306°N 112.54861°W，而該地的平均海拔高度為1118米（即3668英尺）。